# Гимназия „Св. св. Кирил и Методий“
Гимназия „Св. св. Кирил и Методий“ e училище на българската общност в Цариброд, Сърбия. Директор на училището е Снежана Симеонова.

## История
Училището е основано през 1891 г., в пределите на Княжество България.

### Име
Непосредствено след откриването си носи името Царибродска смесена гимназия, по времето на Кралство Югославия – Шестокласна гимназия в Цариброд, в периода от 1941 – 1945 Смесена гимназия „Принц Кирил“ град Цариброд, докато през 1945 получава името Народна смесена гимназия „Йосип Броз Тито“, а по време на профилираното образование ОВО „Й. Б. Тито“ (образователно възпитателна организация „Йосип Броз Тито“, след това Гимназия в Димитровград, след което Гимназия „Чирило и Методийе“ в Димитровград и най-накрая Гимназия „Св. св. Кирил и Методий“ в Димитровград.

### Периоди
Историята на училището е разделена на 4 периода, които се дължат на обективни причини.
Първият период обхваща времето от основаването на гимназията, от 1891 до 1920 г., когато Цариброд е бил в границите на България, тогава гимназията работи по законите на просветата, които тогава са били в сила.
Вторият период обхваща времето от 1920 до 1941 г. – времето след Първата световна война, когато Цариброд и неговата околия са били присъединени към Кралството на СХС, когато условията за съществуване и работа на гимназията са били променени – преди всичко, обучението не се провежда на български език, а на сръбски.
В третия период от 1941 до 1944 г. идват нови промени. След разпадането на Кралството Югославия, в Царибродския край се установява повторно българска власт, обучението се връща на български език и просветата се установява спрямо българските закони.
Четвъртият период обхваща времето в нова Югославия от 1945 г. до наши дни, отново нова държава, с народнодемократическа система, нови закони и нови условия. През този период не се променят само режимите и държавите, но и градът променя името си. От 1950 г. вместо Цариброд градът носи името Димитровград.

### Условия
Промените не са минавали без затруднения и последици както за учениците, така и за преподавателите, които обучават децата. Така например по времето на войните – особено през Първата световна война, голяма част от предметите не са преподавани, защото преподавателите били мобилизирани. След преминаването на Цариброд в рамките на Кралство СХС става задължително да се преподава само на сръбски, което също създавало трудности и за преподавателите и учениците. През 1945 г. политическите събития налагат някои преподаватели, намиращи се в страната, която е загубила войната, да напуснат гимназията.
За да може да се осъществи редовно обучение и качествено преподаване, въз основа на международен договор, от София идват преподаватели, които преподават на български език. Това е така, защото след Втората световна война, въпреки че Цариброд остава в рамките на нова Югославия, обучението в училищата се провежда на български език, защото малцинствата се ползват от правото си за равнопоставеност, а употребата на майчин език в училище, в социалния и културен живот – представлява най-основен и най-важен елемент в осъществяването на това право.
След събитията от 1948 г., стълкновенията между Сталин и Тито и създаването на много лоши отношения между Югославия и България принуждава преподавателите да напуснат Цариброд, а гимназията остава без компетентни специалисти по много предмети. Тогава ръководството на гимназията търси решение между местните кадри – на първо място по всеки предмет да се провежда обучението и второ – да има специалисти. Оттогава нататък кадровите въпросът не представляват проблем. Идват нови локални кадри, които преди всичко са били ученици на тази гимназия, които постигат големи успехи в работата си с учениците и излизат поколения съвършени абитуриенти.

### Материална база
Днешната сграда е построена през 1986 г., разполага с 10 класни стаи, 5 богато оборудвани кабинета, коридор с прекрасни художествени картини, главно подарени от бивши ученици, сега академични художници. След това е построена спортна зала, библиотека с над 22 000 книги и списания на сръбски и български език.

### Възраждане
Паралелка по български се открива едва през 2009 г., на български език са изучавали 25 деца. През учебната 2009/2010 гимназията отваря 2 паралелки с 50 деца от общо 310 ученици, в които образованието се провежда изцяло на български език. През учебната 2010/2011 в училището има 306 ученици.